# Капоейра
Капое́йра (порт. capoeira) — афробразильське бойове мистецтво з елементами танцю, музики і акробатики. Вважається, що традиційна капоейра виникла в XVII столітті в Бразилії в середовищі африканських рабів. Сучасна капоейра починається з 30-х років XX століття. Зараз капоейра є популярним видом спорту як у Бразилії так і далеко за її межами і налічує десятки тисяч прихильників у всьому світі. 26 листопада 2014 року Капуейру було включено до Репрезентативного списку нематеріальної культурної спадщини людства ЮНЕСКО.

## Історія
Перші письмові згадки про капоейру належать до XIX століття, але прийнято вважати, що традиційна капоейра виникла набагато раніше.

### Походження
У 1500 році португальці на чолі з капітаном Педро Кабралом (порт. Pedro Alvares Cabral), прибули до Бразилії. Через кілька десятків років почалася колонізація території, коли серед першочергових задач прибульців було підкорення місцевого населення — бразильських індіанців — для того, щоб забезпечити португальців дармовою робочою силою (Див. Колоніальна Бразилія).
Індіанці виявились непридатними до рабської праці — вони швидко помирали в неволі або тікали в свої поселення, що знаходились неподалеку. Тоді португальці почали завозити рабів з Африки. Чорні раби якщо і тікали, не ризикували заглиблюватись далеко у джунглі а засновували свої вільні поселення — кіломбос чи мокамбос — поблизу міст і плантацій португальців, які без зайвих зусиль могли знову їх відловлювати (самі чи з допомогою індіанців). Згідно з самою популярною теорією походження капоейри, вона зародилась у найбільшому з таких поселень біглих рабів — «королівстві» Кіломбо дос Палмарес (порт. Quilombo dos Palmares), що проіснувало протягом усього сімнадцятого століття в Пернамбуко. В період розквіту «Пальмової республіки» (1645 р.) вона нараховувала до одинадцяти тисяч жителів у декількох поселеннях. Після розгрому Кіломбо дос Палмарес португальцями капоейра продовжила розвиватися чорношкірими рабами на плантаціях. Її замаскували під танок, для того щоб можна було займатися прямо на очах у білих рабовласників. Спочатку на африканські традиції дивились крізь пальці, а іноді навіть заохочували. Метою таких заохочень було зменшення внутрішнього напруження, породженого рабством, а також внесення відчуження між різними етнічними групами африканців. Проте, починаючи приблизно з 1814 р. капоейра, як і інші прояви африканської культури, піддається репресіям, а в деяких місцях і взагалі забороняється власниками рабів и наглядачами. Документований етап або певного роду нова історія капоейри починається підписанням Золотого Закону в 1888 р., який скасовував рабство. І хоча ввезення рабів у Бразилію було заборонено ще раніше — у 1850 р. законом Кейрожа, але протягом ще майже сорока років работоргівля продовжувалась нелегально (Див. Бразильська імперія). У 1892 р. практика капоейри була заборонена першою конституцією Бразильської Республіки. Покаранням для капоейристів була смерть. Поясненням такого жорсткого ставлення до капоейри було те, що з плантацій рабовласників капоейра перейшла до вуличних банд, і стала грізною зброєю.
Техніка тогочасної капоейри мала небагато спільного з сьогоднішньою — акробатичні стрибки, переміщення біля землі, удари ногами і музичний інструмент, під назвою берімбау (порт. berimbau), стали невід'ємною частиною цього мистецтва тільки в двадцятому столітті.

### XX століття
Станом на 1920-ті роки в результаті трьох десятиліть поліцейських переслідувань капоейра була майже повністю викорінена в кримінальному середовищі великих міст Ріо-де-Жанейро, Сан-Пауло и Ресіфі. У Баїї капоейрі вдалося пережити репресії у вигляді ритуалізованого танцю-двобою, що увібрав у себе й інші елементи африканської культури. На зміну кровопролитним бійкам прийшло досить мирне проводження часу вечорами чи у святкові дні. Тоді ж, судячи з усього, обов'язковим стає музичний супровід і канонізується склад інструментів для жого (порт. jogo). У 1932 р. в м. Салвадор, майстер Бімба (порт. Mestre Bimba, Manoel dos Reis Machado — 1899—1974) відкрив першу академію капоейри у Centro de Cultura Fisica Regional Baiano — звідси, до речі, пішла назва одного з двох основних стилів капоейри — режіонал (порт. Regional). Все це стало можливим завдяки націоналістичній політиці диктатора Жетулио Варгаса (порт. Getulio Vargas), який сприяв розповсюдженню капоейри як бразильського національного виду спорту.

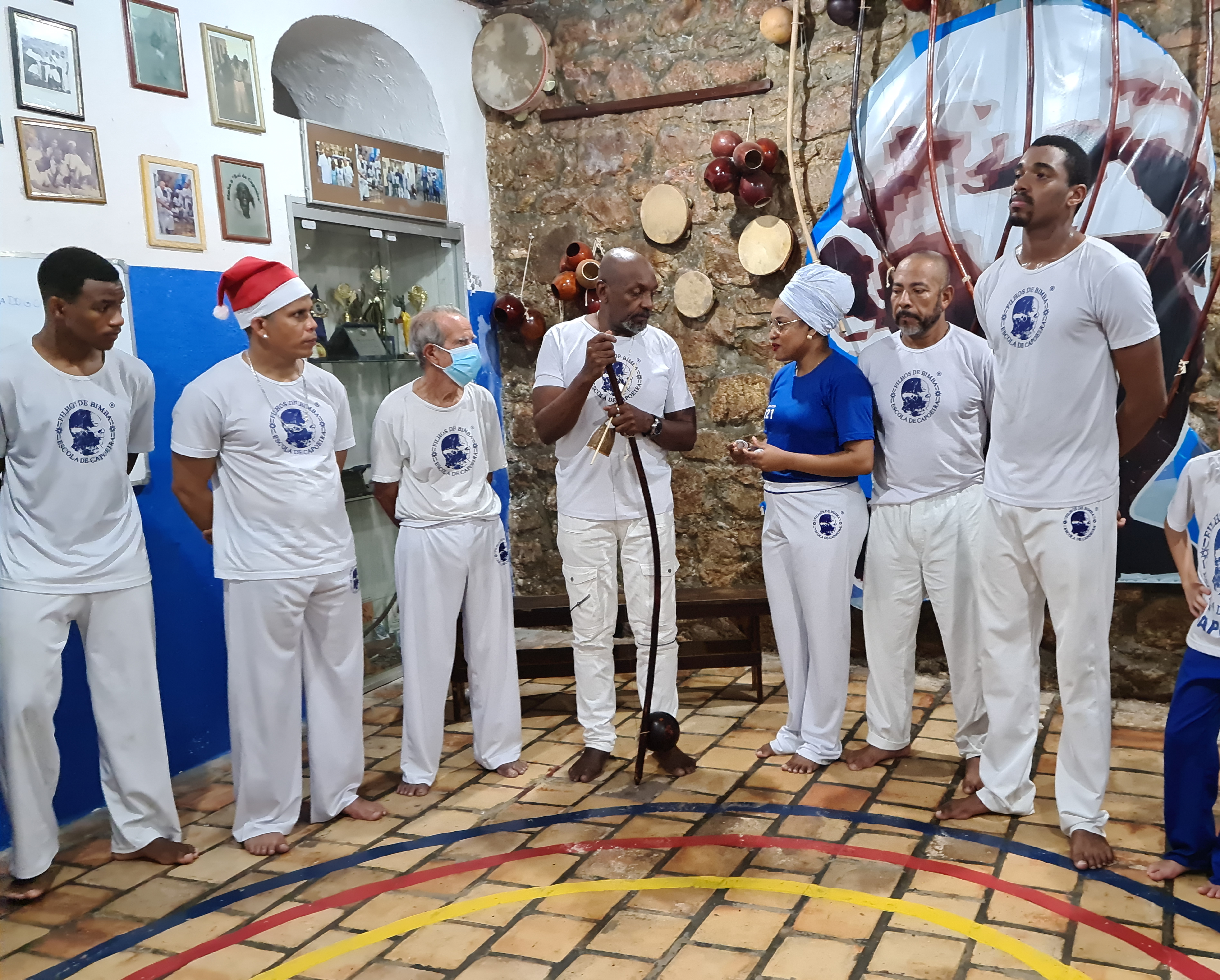
Група Местре Бімби у 2022 році

У 1941 р. майстер Пастінья (порт. Mestre Pastinha, Vicente Ferreira Pastinha — 1889—1981) відкрив свою школу capoeira Angola. Назва школи походить від назви країни з якої привозили рабів. Вперше в історії стало можливо викладати капоейру і практикувати її відкрито. В сорокових роках почалась міграція капоейристів з Баії до Ріо, а пізніше до Сан-Пауло й інших міст. На початку шістдесятих молоді капоейристи з середнього класу Ріо, після навчання у майстра Бімби повернулись додому де продовжили розвивати капоейру самостійно. Приблизно через десять років школа Сензала (порт. Senzala) досягла свого розквіту. Вона стала найвідомішою групою в Бразилії і пропагувала новий стиль — Режіонал-Сензала.
В той самий час, капоейра активно розвивалась і у Сан-Пауло. Інтенсивні розминки і систематична постановка ударів доповнили методику Бімби. Незабаром і в Ріо і в Сан-Пауло, під впливом східних бойових мистецтв, була прийнята нова система шнурів. Чітка організація навчання і контроль за ростом майстерності в реформованій капоейрі забезпечили притік нових учнів. Тоді ж відбулись і перші спроби проведення змагань і чемпіонатів з капоейри, організації суддівства і розробки правил. На початку 70-х існувала загроза того, що капоейра може втратити свої ритуальні, філософські й ігрові аспекти.
Приблизно з 1985 р., починається відродження традиційної капоейри Ангола, присутність якої довгий час була майже не відчутною в тіні стилів, що брали свій початок з капоейри режіонал.
Нині розвинено багато шкіл капоейри, кожна з яких привносить свій вклад у розвиток цього мистецтва. Причому, активно розвиваються всі напрямки капоейри: традиційна, бойова, показова.

### Походження назви
Полеміка відносно етимології слова «капоейра» не припиняється. Найрозповсюдженіші версії наведені нижче:
- слово capoeira походить з мовної групи індіанців тупі, і означає: «поле, що заросло чагарником, а потім розчищалось або випалюванням, або вирубкою» (Деніел Досон, стаття «Капоейра Ангола і местре Жоао Гранді», англ.)
- capoeira (порт.) — клітка для курей, також місце, де вигодовують курей.
- за версією дослідника народу конго, вченого Фу-Кіау Бунсекі (K. Kia Bunseki Fu-Kiau), слово capoeira — спотворене звучання слів kipula/kipura з мови кіконго. За його інформацією: «…pula/pura означає „перестрибувати з місця на місце“, а також „бити, битися“. Обидва слова використовувались для опису рухів півня під час боїв півнів. Kipura у культурному контексті народу конго також означає людину, чиї бійцівські якості розвинені на основі імітації рухів півня під час боїв півнів…»

## Розповсюдження капоейри

### Капоейра в Європі
Перше близьке знайомство Європи з капоейрою, судячі з усього, відбулося у 1951 році під час європейського туру артистичної трупи Companhia Brasiliana, за якою послідували й інші, наприклад Furacões da Bahia або Brasil Tropical, заснована майстром капоейри Каміза Роша. Після цього окремі спеціалісти отримали можливість залишатися в європейських країнах на певний час і викладати капоейру або давати сольні показові виступи. Першопрохідцем європейської капоейри вважають Martinho Fiuza, що приїхав з Бразилії у 1978 р. Варто відзначити, що регулярне викладання капоейри в США почалось всього на три роки раніше — у 1975 р. майстром Jelon Vieira (школа Senzala) в Нью-Йорку. У 1980 р. в Німеччину прибув майстер Пауло Сікейра (порт. Paulo Siqueira), цю подію прийнято вважати початком неперервного розвитку капоейри в Європі.
У 1987 р. відбулась перша зустріч Capoeira Summer Meeting, яку організував майстер Маркуш Чіна (порт. Marcos China) разом з групою Senzala в Парижі. В ній взяли участь багато майстрів з Бразилії: Peixinho, Toni, Garrincha і Sorrizo, а також ті, що вже закріпилися в Європі: Lua (Швейцарія), Grande (Франція), Samara (Голландія). Рік потому в Парижі була проведена ще одна така зустріч.
Починаючи з 1989 р. літній табір проходить у м. Гамбург. Куратором події є організація майстра Пауло Сікейра Capoeuropa. Ця шестиденна зустріч є однією з найбільших подій європейської капоейри. Кожен день проходить від 6 до 9 занять у трьох групах, поділених за рівнем підготовки. Додатково проводяться факультативи з африканських танців і гри на музичних інструментах.
Серед інших значних щорічних фестивалів можна виділити International Capoeira Angola Meeting (Берлін, Відень) і пасхальну зустріч в Амстердамі.
Станом на сьогодні, капоейра в Європі (особливо західній) є досить розвиненою. Деякі європейці вже отримали ступінь викладача (порт. professor) і самостійно викладають. Втім, незважаючи на довгу історію розвитку європейської капоейри, майстрів-європейців ще немає.
У 2006 р. в м. Більбао (Іспанія) пройшли перші змагання з капоейри серед небразильців. Як судді були запрошені 24 майстри з різних груп. Організаторами змагань є групи Capoeira Brazil і Rabo de Arraia. Ця подія зібрала понад 600 учасників і є найбільшою за весь час існування капоейри в Європі.

## Рода капоейри
Ро́да капоейри (порт. Roda de capoeira) — основне дійство в капоейрі. Капоейристи вишиковуються у коло (інколи у розімкнуте коло — підкову), в центр роди виходять двоє капоейристів і грають капоейру між собою. Одну частину кола займає оркестр з традиційних інструментів. Гра в роді проходить під живу музику, спів і ритмічні хлопки руками всіх учасників.
В роді капоейристи використовують всі свої навички і вміння. Гра в роді є кінцевою метою їх тренувань.

### Гра в роді
Гра (порт. jogo) — своєрідний поєдинок між двома капоейристами всередині роди. Інколи проводять аналогії між грою в капоейрі і спарингами в інших єдиноборствах. Гра може бути різною як за швидкістю так і за характером. Характер і швидкість гри визначаються як стилем капоейри так і музикою, що грає оркестр.

### Музика в роді
До традиційних музичних інструментів роди належать:
- берімба́у (порт. berimbau) — однострунний музичний інструмент — лук довжиною приблизно 1,5 м зі сталевою струною,
- атаба́ке (порт. atabaque) — дерев'яний барабан на підставці,
- панде́йро (порт. pandeiro) — бубон,
- агогó (порт. agogo) — музичні дзвіночки,
- реко-ре́ко (порт. reco-reco) — музичний гребінчик.

Склад оркестру і кількість в ньому різних музичних інструментів залежить від стилю і традицій конкретної групи капоейристів. Найчастіше використовують до трьох берімбау, атабаке, два чи один пандейро.
Оркестр грає певні музичні ритми (задає ритм берімбау), від цих ритмів залежить характер гри в роді.
Всі гравці на музичних інструментах також є капоейристами, впродовж роди їх можуть міняти інші учасники.

### Спів у роді
(Повна стаття Пісні в Капоейрі)
Пісні в капоейрі поділяються на дві партії: партія соліста і партія хору. Соліст починає пісню, а хор йому відповідає або співає приспів. Зазвичай солістом є один з тих, хто грає на берімбау або інших муз. інструментах. Хором є всі інші капоейристи в роді.
Вважається що спів у роді створює відповідну енергетику і настрій для гри, а також допомагає капоейристам, що тільки що грали в кругу відновити дихання.
Як пісні для роди вживаються народні бразильські (або їх переспіви) та авторські пісні майстрів капоейри. Основними темами пісень є капоейра, рабство а інколи й звичайні побутові теми.

### Вхід і вихід з роди
Гравці входять у роду парами або по-одному. В випадку коли капоейрист виходить сам, він замінює собою одного з гравців, що вже грали в роді.
Вихід капоейристів з роди відбувається або за їх власним бажанням, або якщо їх змінюють інші капоейристи.

## Стилі капоейри
Розділення капоейри на стилі почалося з середини XX століття (разом з початком її бурхливого розвитку). Вважається, що до того часу існувала лише одна форма капоейри, а всі зовнішні відмінності сприймалися як особливості індивідуального виконання окремих майстрів.
Виділення окремих стилів почалося з майстрів Бімба і Пастінья і було остаточно завершене їх послідовниками.

### Капоейра Ангола
(Повна стаття: Капоейра Ангола)
Назва походить від назви школи майстра Пастіньї (Капоейра Ангола, порт. Capoeira Angola). В свою чергу майстер назвав так свою школу на честь Анголи — району Африки звідки до Бразилії привозили чорних рабів.
Зараз капоейра стилю ангола сприймається як традиційна. З часом вона майже втратила свої бойові риси. Головним в капоейрі ангола є пізнання себе і світу через гру в роді. Хоча є приклади і бойового застосування цього стилю.
Нині існують як групи, що практикують винятково капоейру Анголу, так і групи, що практикують її паралельно з іншими стилями.

### Капоейра Режіонал
Регіональна боротьба Баїї (порт. Luta Regional Baiano) — стиль розроблений майстром Бімбою. Виник як синтез тогочасної капоейри, боротьби батуке, східних і західних єдиноборств. Вважається, що майстер розробляв свій стиль спеціально для армії, це знайшло свій відбиток в суворій дисципліні і роботі зі зброєю (в тому числі з вогнепальною). В капоейрі такий підхід сприймався як новаторство, але зараз режіонал вважається традиційним стилем.
Всю суть свого винаходу майстер Бімба виклав у своїх так званих вісьмох послідовностях — наборі парних вправ і комбінацій, що описують дії гравця у роді.
На сьогоднішній момент є зовсім мало груп які практикують винятково традиційний режіонал, хоча сучасні стилі здебільшого засновані на ньому.

### Сучасна капоейра
порт. Capoeira Contemporânea або порт. Capoeira Atual — найпоширеніший на сьогодні напрямок капоейри. В принципі, сучасною капоейрою називають все, що не є традиційним режіоналем чи анголою. В залежності від групи в капоейрі може бути присутнім як велика кількість акробатичних елементів, так і солідний бойовий арсенал (нерідко запозичений з інших єдиноборств).
Деякі майстри вважають, що традиційна капоейра не мала поділу на стилі, і тому сучасні групи анголи і режіоналу також відносять до видів сучасної капоейри.

## Традиції капоейри

### Апелідо
Апелі́до (порт. apelido) — прізвисько, що дістає капоейрист, позаймавшись капоейрою певний час.
Ця традиція дійшла до нас з часів, коли капоейра була заборонена в Бразилії. Тоді для того щоб не попастися поліції капоейристи носили вигадані імена, якими користувалися лише у своїх колах.
Зараз ім'я капоейристу дає його майстер. Часто новим ім'ям слугує назва якоїсь тварини (напр. кіт — Gato, або лисиця — Raposa) або ім'я персонажу з фільму, мультфільму чи коміксу (Mister Bean, Tio Chico, Cebolinha). Фактично іменем може бути будь-який іменник чи прикметник.
Апелідо буває кумедним, а може бути й образливим для свого власника. І хоча, як правило, капоейристи усі люди з гумором, деякі з них (навіть майстри) не люблять називати своє друге ім'я. Втім, є багато капоейристів, що користуються своїм прізвиськом навіть у повсякденному житті.

### Градація
Система градації вперше з'явилася в школі майстра Бімби. Для визначення рівня своїх учнів майстер пов'язував їм різнокольорові хустки.
Пізніше під впливом східних єдиноборств у різних групах капоейри почала уводитись градація основана на різнокольорових поясах (порт. cordao). Найчастіше пояс є шматком круглої плетеної мотузки з розпущеними кінцями. Зав'язується він на стегнах капоейриста так, щоб кінці звисали з лівого (рідше з правого) боку. Першим подібну систему поясів увів майстер Карлос Сенна (порт. Carlos Senna).
Градація за допомогою кордао прийнята в школах сучасної капоейри і режіоналу. В школах стилю ангола, ця градація як правило не використовується.

#### Кольори поясів
На сьогодні не існує єдиної системи кольорів поясів для всіх груп.
Багато шкіл користується системою запропонованою Міжнародною Федерацією Капоейри. В ній використовуються чотири кольори прапора Бразилії: зелений (порт. verde), жовтий (порт. amarelo), синій (порт. azul) і білий (порт. branco).
Порядок поясів:
1. Зелений
2. Жовтий
3. Синій
4. Зелено-жовтий
5. Зелено-синій
6. Жовто-синій
7. Зелено-жовто-синій
8. Біло-зелений
9. Біло-жовтий
10. Біло-синій
11. Білий

Крім цієї системи існують і інші, де, наприклад, першим поясом є білий, а найвищим — червоний або чорний.

### Батізаду
Церемонія Батізаду (порт. Batizado) — церемонія посвячення у капоейристи.
Суть церемонії полягає в тому, що майстер грає з новачком у роді. Під час гри, майстер якимось прийомом збиває новачка на землю. З цього моменту новачок вважається капоейристом.
Після батізаду капоейрист отримує свій перший пояс. Всі наступні пояси отримуються на церемонії зміни поясу (порт. Troca de Corda).

## Акробатика в капоейрі
Присутні в капоейрі акробатичні елементи можна умовно поділити на два типи: наземна (виконання різних елементів з опорою на руках або ліктях) та повітряна (різні стрибки, сальто тощо).
Наземна акробатика розвинулась безпосередньо з бойових рухів капоейри. В принципі, кожен такий акробатичний елемент може мати і ударне застосування, хоча зараз частіше використовується для демонстрації фізичних можливостей капоейриста. Така специфічна акробатика має спеціальну назву — флорея (порт. floreia).
Повітряна акробатика привнесена в капоейру з зовні. Вперше акробатичні елементи почали з'являтися в капоейрі наприкінці 60-х років XX століття, і остаточно увійшли в арсенал капоейристів на початку 70-х. Повітряні елементи не мають бойового застосування і слугують винятково для демонстрації вправності капоейристів. Тому далеко не всі майстри капоейри вчать своїх учнів елементам повітряної акробатики, а на змаганнях з капоейри вміння виконувати такі елементи не оцінюється.
В масовій свідомості капоейра все ще часто асоціюється з акробатикою. Хоча акробатика є лише одним необов'язковим елементом що може використовуватись у грі капоейристів.

## Капоейра у культурі
Сучасна капоейра включає в себе велику кількість карколомних трюків, стрибків і видовищних ударів. Цим пояснюється цікавість до капоейри голівудських продюсерів і режисерів а також творців комп'ютерних ігор. Перший і поки що єдиний художній фільм повністю присвячений капоейрі називається Only the strong. Для багатьох людей, знайомство з бразильським бойовим мистецтвом почалося саме з перегляду цієї кінострічки. І все ж, більшість капоейристів ставляться до «Only the strong» негативно, оскільки вважають, що капоейра в ньому як така не показана.
Виконавець головної ролі актор Марк Дакаскос займався капоейрою лише декілька місяців перед зйомками. Справжня Рода показана тільки на початку і в кінці фільму і лише у своєму «демонстраційному» варіанті. Інші фільми, в яких показано капоейру:
- «The Quest» — бразильського бійця грає справжній капоейрист і чемпіон Бразилії.
- «Місто втрачених душ» — капоейристи епізодично беруть участь у розборках між кримінальними бандами.
- «Жінка-кішка» — головна героїня використовує рухи з капоейри під час бою.
- «12 друзів Оушена» — один з героїв використовує рухи капоейри для того щоб пройти через залу з лазерною сигналізацією.
- «Том Ям Гун» — показаний поєдинок бійців Муай-Тай і капоейри, у ролі капоейриста знявся справжній досвідчений капоейрист — Латіф Краудер.
- «Знайомство з Факерами» — комедійний фільм, батько головного героя займався капоейрою для заспокоєння нервів.

Окрім художніх про капоейру знімають і документальні фільми. Так в Бразилії у 2007 році вийшов фільм про життя майстра Бімби «Capoeira Illuminada».
Капоейра знайшла відображення і в комп'ютерних іграх. Наприклад, Capoeira Fighter — комп'ютерна гра розроблена за технологією Macromedia Flash. Ігровий процес організований у вигляді поєдинків між окремими героями (на кшталт ігор Street Fighter і Mortal Combat). Особливістю гри є те, що усі персонажі — капоейристи і в поєдинках використовують рухи і прийоми з капоейри. Вийшло три версії гри, але, судячи з усього, найбільш популярна і розповсюджена друга частина — Capoeira Fighter 2 Brazilian Batizado. Також відомі інші ігри:
- «Tekken» (епізоди з 3-го і вище),
- «Prince of Persia» (The Sands of Time; WW; TTT),
- «Fatal Fury» (FF1, 3, Real Bout 1, 2, Special)
- «King of Fighters» (KoF: MI 1, KoF: MI2, KoF 11)
- «Street Fighter 3»
- «Rage of the Dragons».

Не в усіх іграх капоейра представлена саме як бойова дисципліна, наприклад, в онлайновій ролевій грі «World of Warcraft» тролі після довгої неактивності гравця починають виконувати рухи з капоейри.

## Капоейра в Україні
Розвиток капоейри в Україні почався в середині 90-х років XX століття. Стимулом для багатьох вітчизняних капоейристів був фільм «Тільки найсильніші» (англ. «Only the strong») та комп'ютерна гра Tekken.
Перший візит майстра з Бразилії в Україну відбувся пізніше — у 2000 році у Києві був проведений п'ятиденний семінар для капоейристів за участю professor Rui з школи Centro Cultural Senzala.
Зараз семінарські заняття з викладачами з Бразилії проходять декілька разів на рік. Крім того вітчизняні капоейристи відвідують семінари в Європі, Росії і Бразилії.
З 21 по 23 липня 2006 року в м. Луганськ пройшли перші Ігри Капоейри (порт. Jogos de capoeira) — своєрідний чемпіонат де рівень гри вітчизняних капоейристів оцінювали викладачі з Бразилії і Іспанії.
У 2006 році Міністерством юстиції України було офіційно зареєстровано Всеукраїнську федерацію капоейри. Ця некомерційна організація з центром у м. Києві об'єднує капоейристів з різних міст України. Головна її мета сприяти розвитку капоейри в Україні, підвищувати кваліфікаційний рівень викладачів та учнів капоейри, сприяти проведенню семінарів, батизадо, змагань з капоейри, допомагати вітчизняним капоейристам відвідувати міжнародні зустрічі та семінари тощо
Одним із ключових завдань федерації є визнання капоейри зареєстрованим видом спорту в Україні.

## Цікаві факти
- Перша форма для занять капоейрою була уведена в школі майстра Пастіньї. Вона складалась з чорних штанів і жовтої футболки. Чорне з жовтим — кольори улюбленої футбольної команди майстра.
- Своє прізвисько майстер Бімба отримав у дитинстві. За легендою, мати майстра очікувала народження дівчинки, але повитуха сказала, що в новонародженого є бімба. Бімба — жаргонна назва статевого органу у хлопчиків.
- Перші письмові відомості про капоейру в СРСР потрапили через книжки Жоржа Амаду. Там же зроблений перший переклад слова «capoeira» російською мовою — рос. „капоэйра“. Нині таке написання вважається літературним.

## Пов'язані мистецтва
- Макуліле
- Самба ді Рода
- Пушада ді реде
- Маракату
- Кандомбле

## Виноски
1. ↑  Eight elements from Algeria, Armenia, Azerbaijan, Bolivia, Bosnia and Herzegovina , Brazil , Bulgaria and Burundi inscribed on Representative List of the Intangible Heritage (англ.). UNESCOPRESS. 26 листопада 2014. Архів оригіналу за 18 грудня 2014. Процитовано 27 листопада 2014.
2. ↑  Капоейру внесли до списку ЮНЕСКО. BBC Україна. 26 листопада 2014. Процитовано 27 листопада 2014.